# Люкерт Леон, Роберто
Роберто Люкерт Леон (исп. Roberto Lückert León; 9 декабря 1939 — 16 июня 2024) — венесуэльский католический епископ и архиепископ Коро.
Родился в Маракайбо, штат Сулия, в семье со смешанными религиями: отец, родом из Германии, — лютеранин, а мать — католичка. Был старшим из восьми братьев и сестер.
Начальное и среднее образование получил в иезуитской школе Гонзага в городе Маракайбо. В Межъепархиальной семинарии Санта-Роза-де-Лима в Каракасе изучал теологию и философию.
14 августа 1966 года рукоположен в священники Доминго Роа Пересом, архиепископом Маракайбо. Служил викарием прихода Святой Варвары в Сулии, затем викарием по экономике, настоятелем и приходским священником базилики Богоматери Чикинкиры (1972—1978), генеральным викарием архиепархии и директором католической газеты La Columna. В 1980 году вернулся на пост приходского священника базилики, сохранив две прежние должности.
27 апреля 1985 года папа Иоанн Павел II назначил его епископом Кабимаса.
29 июня того же года он получил епископское рукоположение от архиепископа Маракайбо Доминго Роа Переса, которому сослужили епископ Куманы Мариано Хосе Парра Леон и Бальтасар Энрике Поррас Кардосо, викарный епископ Мериды.
21 июля 1993 года папа Иоанн Павел II назначил его епископом Коро. 23 ноября 1998 года епархия Коро была повышена до статуса митрополии, а 20 февраля 1999 года Роберто Люкерт был назначен архиепископом Коро в соборе Санта-Ана. 29 июня 1999 года в Ватикане папа Иоанн Павел II вручил ему архиепископский паллий.
С 2006 по 2009 год вице-президент Венесуэльской епископальной конференции.
С 2016 года эмеритированный (находящийся на пенсии) архиепископ. Его преемником стал Мариано Хосе Парра Сандоваль.
Умер 16 июня 2024 года в госпитале Маракайбо.